# 労働安全衛生規則
労働安全衛生規則（ろうどうあんぜんえいせいきそく、昭和47年労働省令第32号）は、労働の安全衛生についての基準を定めた厚生労働省の省令である。
労働安全衛生法及び労働安全衛生法施行令に基づき定められたものであり、労働安全衛生法の規制を守るために必要な具体的事項などが詳細に定められたものである。(労働安全衛生規則そのものに罰則規定の記載はないが)労働安全衛生規則に違反した場合、労働安全衛生法に記載の罰則に基づいて最大で3年以下の懲役または300万円以下の罰金が科せられる。

## 構成
- 第1編 通則 
  - 第1章 総則（第1条）
  - 第2章 安全衛生管理体制 
    - 第1節 総括安全衛生管理者（第2条―第3条の2）
    - 第2節 安全管理者（第4条―第6条）
    - 第3節 衛生管理者（第7条―第12条）
    - 第3節の2 安全衛生推進者及び衛生推進者（第12条の2―第12条の4）
    - 第4節 産業医等（第13条―第15条の2）
    - 第5節 作業主任者（第16条―第18条）
    - 第6節 統括安全衛生責任者、元方安全衛生管理者、店社安全衛生管理者及び安全衛生責任者（第18条の2―第20条）
    - 第7節 安全委員会、衛生委員会等（第21条―第23条の2）
    - 第8節 指針の公表（第24条）
    - 第8節の2 自主的活動の促進のための指針（第24条の2）

  - 第2章の2 労働者の救護に関する措置（第24条の3―第24条の9）
  - 第2章の3 技術上の指針等の公表（第24条の10）
  - 第2章の4 危険性又は有害性等の調査等（第24条の11―第24条の16）
  - 第3章 機械等並びに危険物及び有害物に関する規制 
    - 第1節 機械等に関する規制（第25条―第29条の2）
    - 第2節 危険物及び有害物に関する規制（第30条―第34条の21）

  - 第4章 安全衛生教育（第35条―第40条の3）
  - 第5章 就業制限（第41条・第42条）
  - 第6章 健康の保持増進のための措置 
    - 第1節 作業環境測定（第42条の2・第42条の3）
    - 第1節の2 健康診断（第43条―第52条）
    - 第1節の3 長時間にわたる労働に関する面接指導等（第52条の2―第52条の8）
    - 第1節の4 心理的な負担の程度を把握するための検査等（第52条の9―第52条の21）
    - 第2節 健康管理手帳（第52条の22―第60条）
    - 第3節 病者の就業禁止（第61条）
    - 第4節 指針の公表（第61条の2）

  - 第6章の2 快適な職場環境の形成のための措置（第61条の3）
  - 第7章 免許等 
    - 第1節 免許（第62条―第72条）
    - 第2節 教習（第73条―第77条）
    - 第3節 技能講習（第78条―第83条）

  - 第8章 特別安全衛生改善計画及び安全衛生改善計画（第84条―第84条の3）
  - 第9章 監督等（第85条―第98条の4）
  - 第10章 雑則（第99条―第100条の2）
- 第2編 安全基準 
  - 第1章 機械による危険の防止 
    - 第1節 一般基準（第101条―第111条）
    - 第2節 工作機械（第112条―第121条）
    - 第3節 木材加工用機械（第122条―第130条）
    - 第3節の2 食品加工用機械（第130条の2―第130条の9）
    - 第4節 プレス機械及びシヤー（第131条―第137条）
    - 第5節 遠心機械（第138条―第141条）
    - 第6節 粉砕機及び混合機（第142条・第143条）
    - 第7節 ロール機等（第144条―第148条）
    - 第8節 高速回転体（第149条―第150条の2）
    - 第9節 産業用ロボツト（第150条の3―第151条）

  - 第1章の2 荷役運搬機械等 
    - 第1節 車両系荷役運搬機械等 
      - 第1款 総則（第151条の2―第151条の15）
      - 第2款 フオークリフト（第151条の16―第151条の26）
      - 第3款 シヨベルローダー等（第151条の27―第151条の35）
      - 第4款 ストラドルキヤリヤー（第151条の36―第151条の42）
      - 第5款 不整地運搬車（第151条の43―第151条の58）
      - 第6款 構内運搬車（第151条の59―第151条の64）
      - 第7款 貨物自動車（第151条の65―第151条の76）

    - 第2節 コンベヤー（第151条の77―第151条の83）

  - 第1章の3 木材伐出機械等
    - 第1節 車両系木材伐出機械
      - 第1款 総則（第151条の84―第151条の111）
      - 第2款 伐木等機械（第151条の112・第151条の113）
      - 第3款 走行集材機械（第151条の114―第151条の119）
      - 第4款 架線集材機械（第151条の120―第151条の123）

    - 第2節 機械集材装置及び運材索道（第151条の124―第151条の151）
    - 第3節 簡易架線集材装置（第151条の152―第151条の174）

  - 第2章 建設機械等
    - 第1節 車両系建設機械 
      - 第1款 総則（第151条の175）
      - 第1款の2 構造（第152条・第153条）
      - 第2款 車両系建設機械の使用に係る危険の防止（第154条―第166条）
      - 第3款 定期自主検査等（第167条―第171条）
      - 第4款 コンクリートポンプ車（第171条の2・第171条の3）
      - 第5款 解体用機械（第171条の4―第171条の6）

    - 第2節 くい打機、くい抜機及びボーリングマシン（第172条―第194条の3）
    - 第2節の2 ジャッキ式つり上げ機械（第194条の4―第194条の7）
    - 第2節の3 高所作業車（第194条の8―第194条の28）
    - 第3節 軌道装置及び手押し車両 
      - 第1款 総則（第195条）
      - 第2款 軌道等（第196条―第207条）
      - 第3款 車両（第208条―第214条）
      - 第4款 巻上げ装置（第215条―第218条）
      - 第5款 軌道装置の使用に係る危険の防止（第219条―第227条）
      - 第6款 定期自主検査等（第228条―第233条）
      - 第7款 手押し車両（第234条―第236条）

  - 第3章 型わく支保工 
    - 第1節 材料等（第237条―第239条）
    - 第2節 組立て等の場合の措置（第240条―第247条）

  - 第4章 爆発、火災等の防止 
    - 第1節 溶融高熱物等による爆発、火災等の防止（第248条―第255条）
    - 第2節 危険物等の取扱い等（第256条―第267条）
    - 第3節 化学設備等（第268条―第278条）
    - 第4節 火気等の管理（第279条―第292条）
    - 第5節 乾燥設備（第293条―第300条）
    - 第6節 アセチレン溶接装置及びガス集合溶接装置 
      - 第1款 アセチレン溶接装置（第301条―第307条）
      - 第2款 ガス集合溶接装置（第308条―第311条）
      - 第3款 管理（第312条―第317条）

    - 第7節 発破の作業（第318条―第321条）
    - 第7節の2 コンクリート破砕器作業（第321条の2―第321条の4）
    - 第8節 雑則（第322条―第328条の5）

  - 第5章 電気による危険の防止 
    - 第1節 電気機械器具（第329条―第335条）
    - 第2節 配線及び移動電線（第336条―第338条）
    - 第3節 停電作業（第339条・第340条）
    - 第4節 活線作業及び活線近接作業（第341条―第349条）
    - 第5節 管理（第350条―第353条）
    - 第6節 雑則（第354条）

  - 第6章 掘削作業等における危険の防止 
    - 第1節 明り掘削の作業 
      - 第1款 掘削の時期及び順序等（第355条―第367条）
      - 第2款 土止め支保工（第368条―第375条）
      - 第3款 潜函内作業等（第376条―第378条）

    - 第2節 ずい道等の建設の作業等 
      - 第1款 調査等（第379条―第383条の5）
      - 第1款の2 落盤、地山の崩壊等による危険の防止（第384条―第388条）
      - 第1款の3 爆発、火災等の防止（第389条―第389条の6）
      - 第1款の4 退避等（第389条の7―第389条の11）
      - 第2款 ずい道支保工（第390条―第396条）
      - 第3款 ずい道型わく支保工（第397条・第398条）

    - 第3節 採石作業 
      - 第1款 調査、採石作業計画等（第399条―第406条）
      - 第2款 地山の崩壊等による危険の防止（第407条―第412条）
      - 第3款 運搬機械等による危険の防止（第413条―第416条）

  - 第7章 荷役作業等における危険の防止 
    - 第1節 貨物取扱作業等 
      - 第1款 積卸し等（第417条―第426条）
      - 第2款 はい付け、はいくずし等（第427条―第448条）

    - 第2節 港湾荷役作業 
      - 第1款 通行のための設備等（第449条―第454条）
      - 第2款 荷積み及び荷卸し（第455条―第464条）
      - 第3款 揚貨装置の取扱い（第465条―第476条）

  - 第8章 伐木作業等における危険の防止（第477条―第517条）
  - 第8章の2 建築物等の鉄骨の組立て等の作業における危険の防止（第517条の2―第517条の5）
  - 第8章の3 鋼橋架設等の作業における危険の防止（第517条の6―第517条の10）
  - 第8章の4 木造建築物の組立て等の作業における危険の防止（第517条の11―第517条の13）
  - 第8章の5 コンクリート造の工作物の解体等の作業における危険の防止（第517条の14―第517条の19）
  - 第8章の6 コンクリート橋架設等の作業における危険の防止（第517条の20―第517条の24）
  - 第9章 墜落、飛来崩壊等による危険の防止 
    - 第1節 墜落等による危険の防止（第518条―第533条）
    - 第2節 飛来崩壊災害による危険の防止（第534条―第539条）
    - 第3節 ロープ高所作業における危険の防止（第539条の2―第539条の9）

  - 第10章 通路、足場等 
    - 第1節 通路等（第540条―第558条）
    - 第2節 足場 
      - 第1款 材料等（第559条―第563条）
      - 第2款 足場の組立て等における危険の防止（第564条―第568条）
      - 第3款 丸太足場（第569条）
      - 第4款 鋼管足場（第570条―第573条）
      - 第5款 つり足場（第574条・第575条）

  - 第11章 作業構台（第575条の2―第575条の8）
  - 第12章 土石流による危険の防止（第575条の9―第575条の16）
- 第3編　衛生基準 
  - 第1章 有害な作業環境（第576条―第592条）
  - 第1章の2 廃棄物の焼却施設に係る作業（第592条の2―第592条の7）
  - 第2章 保護具等（第593条―第599条）
  - 第3章 気積及び換気（第600条―第603条）
  - 第4章 採光及び照明（第604条・第605条）
  - 第5章 温度及び湿度（第606条―第612条）
  - 第6章 休養（第613条―第618条）
  - 第7章 清潔（第619条―第628条）
  - 第8章 食堂及び炊事場（第629条―第632条）
  - 第9章 救急用具（第633条・第634条）
- 第4編 特別規制 
  - 第1章 特定元方事業者等に関する特別規制（第634条の2―第664条）
  - 第2章 機械等貸与者等に関する特別規制（第665条―第669条）
  - 第3章 建築物貸与者に関する特別規制（第670条―第678条）
- 附則